# Sjasstroj
Sjasstroj (rusky Сясьстрой) je město v Leningradské oblasti v Ruské federaci. Při sčítání lidu v roce 2010 měl přes třináct tisíc obyvatel.

## Poloha a doprava
Sjasstroj leží na jihovýchodním břehu Ladožského jezera u ústí Sjasu. Od Petrohradu, správního střediska oblasti, je vzdálen přibližně 140 kilometrů východně. Nejbližší jiná města v okolí jsou Novaja Ladoga patnáct kilometrů západně a Volchov šestadvacet kilometrů jihozápadně.
Město leží na dálnici R21, která sem vede z Petrohradu přes Šlisselburg a pokračuje přes Petrozavodsk a Kandalakšu do Koly.

## Dějiny
Z roku 1572 se dochovala první písemná zmínka o velké osadě Sjassky Rjadki, která stála na místě budoucího města Sjasstroj. V osadě vzkvétal obchod, zejména s rybami a dřevem. V roce 1702 byly na řece Sjas založeny loděnice a vyráběly se zde i lodě pro ruskou Baltskou flotilu.
Další etapa rozvoje osady je spojena se vznikem plavebních kanálů podél jižního pobřeží Ladožského jezera. Tyto kanály se zachovaly a dodnes fungují. V této době se v osadě objevilo nové řemeslo - tažení lodí průplavy pomocí koní.
Nový život regionu je spojen s výstavbou v letech 1925 až 1928 sovětského celulózového a papírenského průmyslu. Dne 18. července 1926 byl položen základní kámen Sjasské továrny. Dne 16. května 1927 bylo schváleno vytvoření pracovní osady Sjasstroj, která byla přejmenována k poctě budování průmyslu v osadě. Tento datum je v Sjasstroji slaven jako den založení města.
Od roku 1992 je Sjasstroj městem.